# Kirby (personaj)
Kirby este un personaj fictiv, protagonistul seriei de jocuri video Kirby deținute de Nintendo și HAL Laboratory⁠(d). Fiind una dintre cele mai populare și familiare mascote majore ale Nintendo, aspectul rotund al lui Kirby și capacitatea sa de a copia puterile dușmanilor săi l-au făcut o figură cunoscută în jocurile video, clasat în mod constant ca unul dintre cele mai cunoscute personaje de jocuri video. A apărut pentru prima dată în 1992 în jocul Kirby's Dream Land⁠(d) pentru Game Boy. Inițial un substituent, creat de Masahiro Sakurai⁠(d), la vârsta de 19 ani, pentru dezvoltarea timpurie a jocului, el a apărut de atunci în peste 35 de jocuri, de la jocuri platformer la jocuri de tip puzzle, curse și chiar pinball și a fost prezentat ca luptător jucabil în toate jocurile din seria Super Smash Bros. De asemenea, a apărut în propriile serii de anime și manga. Din 1999, vocea sa este cea a lui Makiko Ohmoto⁠(d).
Kirby este bine cunoscut pentru capacitatea sa de a inhala obiecte și creaturi pentru a-și câștiga puterile, precum și pentru capacitatea sa de a pluti prin aer. El folosește aceste abilități pentru a salva diferite lumi, inclusiv lumea sa natală a Planetei Popstar, de la forțe malefice și alți antagoniști, cum ar fi Dark Matter sau Nightmare. În aceste aventuri, el se intersectează adesea cu rivalii săi, King Dedede și Meta Knight⁠(d), deși Meta Knight poate fi văzut și ca un erou, în funcție de joc. Kirby a fost descris ca unul dintre cele mai legendare personaje de jocuri video din toate timpurile de către PC World. În practic toate aparițiile sale, Kirby este descris ca fiind vesel, inocent și iubitor de mâncare; cu toate acestea, devine neînfricat, îndrăzneț și isteț în fața pericolului.

## Creare
Kirby a fost creat de Masahiro Sakurai ca personaj principal al jocului video din 1992 Kirby's Dream Land. Sakurai a conceput ideea în jurul lunii mai 1990, la vârsta de 19 ani, în timp ce lucra la HAL Laboratory. La începutul dezvoltării jocului, design-ul personajului a fost menit să servească drept substituent grafic pentru protagonistul inițial, și astfel a primit un aspect simplist asemănător unei mingi. Sakurai a trecut apoi la design-ul substituent după ce a decis că i se potrivește mai bine personajului. Kirby a fost cunoscut sub numele de Popopo (ポポポ) în timpul dezvoltării; primul joc a fost planificat să fie intitulat Harukaze Popopo. Jocul a fost redenumit mai târziu în Twinkle Popo; cu toate acestea, după ce Nintendo s-a implicat în lansarea sa, Nintendo și HAL au ales să schimbe numele jocului și protagonistul acestuia, astfel încât să atragă publicul occidental. Numele „Kirby” a fost ales dintr-o listă de nume potențiale furnizate de Nintendo of America. Shigeru Miyamoto a declarat că „Kirby” a fost ales parțial în onoarea avocatului american John Kirby, care a apărat Nintendo în cazul împotriva Universal Studios și pentru că numele cu sunet dur contrasta amuzant cu aspectul drăguț al personajului.
Reflectând asupra lui Kirby, Sakurai a spus că a vrut să creeze „un personaj principal drăguț pe care toată lumea îl va iubi”. Satoru Iwata a adăugat că lui Kirby i s-a dat un design simplu, circular, astfel încât oricine să-l poată desena.